# Relações entre Arábia Saudita e Síria

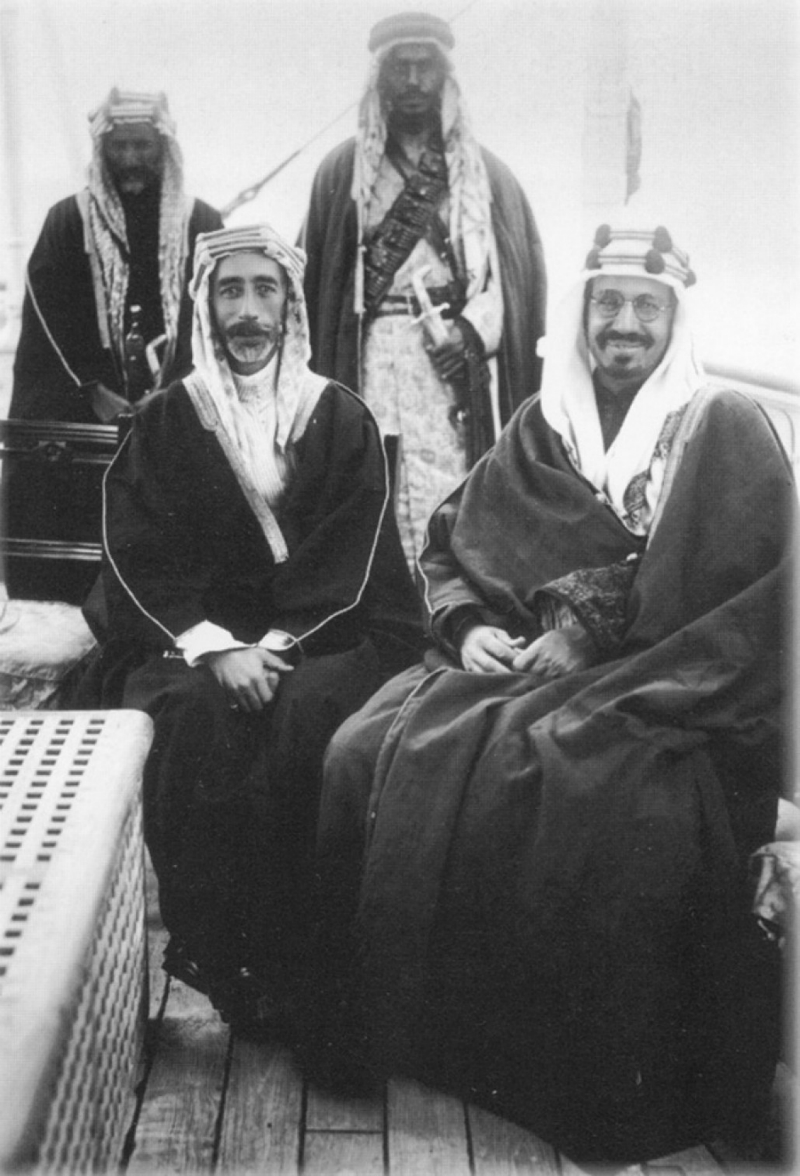
O rei Faisal I da Síria e o rei Abdul-Aziz da Arábia Saudita, em meados de 1920.

As relações entre Arábia Saudita e Síria são as relações diplomáticas entre o Reino da Arábia Saudita e a República Árabe Síria.
Desde a formação dessas duas modernas nações, o relacionamento bilateral sempre foi turbulento. Na busca pelo poder geopolítico, ambos os países comumente se encontraram em lados opostos, cada um representando ideologias bastante opostas que entraram em confronto nas suas fronteiras ou através de terceiros no Líbano, na Palestina e em outros lugares.
A Síria se orgulha de ser uma república secular e um bastião do nacionalismo árabe, com estreitos laços com a Rússia. Por outro lado, a Arábia Saudita é uma monarquia absoluta e se define como a nação guardiã do Islamismo, tendo um vínculo extensivo com os Estados Unidos e a Europa Ocidental.

## História
A Arábia Saudita e a Síria estiveram em lados opostos na Guerra Fria Árabe travada entre monarquias pró-ocidentais e estados árabes progressistas republicanos durante o governo de Gamal Abdel Nasser, do Egito. Os aspectos seculares e republicanos do Baathismo eram opostos às idéias de governança e legitimidade da Arábia Saudita. No entanto, gradualmente, as relações melhoraram, e o governo da Arábia Saudita teve um papel importante na Síria através da ajuda econômica. A Síria aliou-se ao Irã devido à sua política frágil com o vizinho Iraque. Esta aliança foi problemática para a Arábia Saudita ao longo dos anos da Guerra Irã-Iraque. Mais tarde, especialmente com os acontecimentos da Guerra do Golfo, esta postura dos sírios não desencorajou as relações da Arábia Saudita com o país, embora a imprensa ocidental freqüentemente enfatizava a antipatia da Arábia Saudita com a influência iraniana na Síria, pelo menos desde 2003.